# ムランヴィヤ
ムランヴィヤ（Muramvya）は、ブルンジ・ギテガ県の都市。ムランヴィヤ郡（コミューン）の行政中心地。ブルンジ中央部、国道2号線沿いに位置する。人口は18,771人（2012年推計）。
ムランヴィヤにはムランヴィヤ病院がある。町の北側にはムバラジ川が流れており、1982年以降、町は東にあるギコンゲ水力発電所より電力供給を受けている。
1960年から2025年まで存在したムランヴィヤ県の県都であった。